# Festival international Gurna
Le Gurna est un festival international des arts et de la culture qui se tient tous les deux ans réunissant les communautés Tupuri, Kéra, Wina du Cameroun et du Tchad.

## Histoire
Le festival Gurna a lieu pour la première fois en 2009, et depuis, il s'est tenu trois fois à Fianga, chef-lieu du département du mont Ili au Tchad. Ce festival culturel regroupe les trois communautés, Wina, Kéra et Tupuri qui sont à cheval sur le Tchad et le Cameroun. Ces peuples partagent une même culture "Gurna" et font allégeance à un seul chef spirituel appelé Wang Doré et domicilié au Tchad.
En 2012 et 2014, les Wina et Tupuri du Cameroun ont pris part à ce festival culturel.
En 2014, le Gurna est organisé au Cameroun à Doukoula dans le département du Mayo-Danay,,.

## Animation
Le Gurna est l'une des manifestations les plus spectaculaires du patrimoine culturel de la sous région. Il est animé par les danses culturelles, les concerts, la lutte traditionnelle et de Sakor, le concours de cuisine et l'exposition des objets d'art.

### Galeries

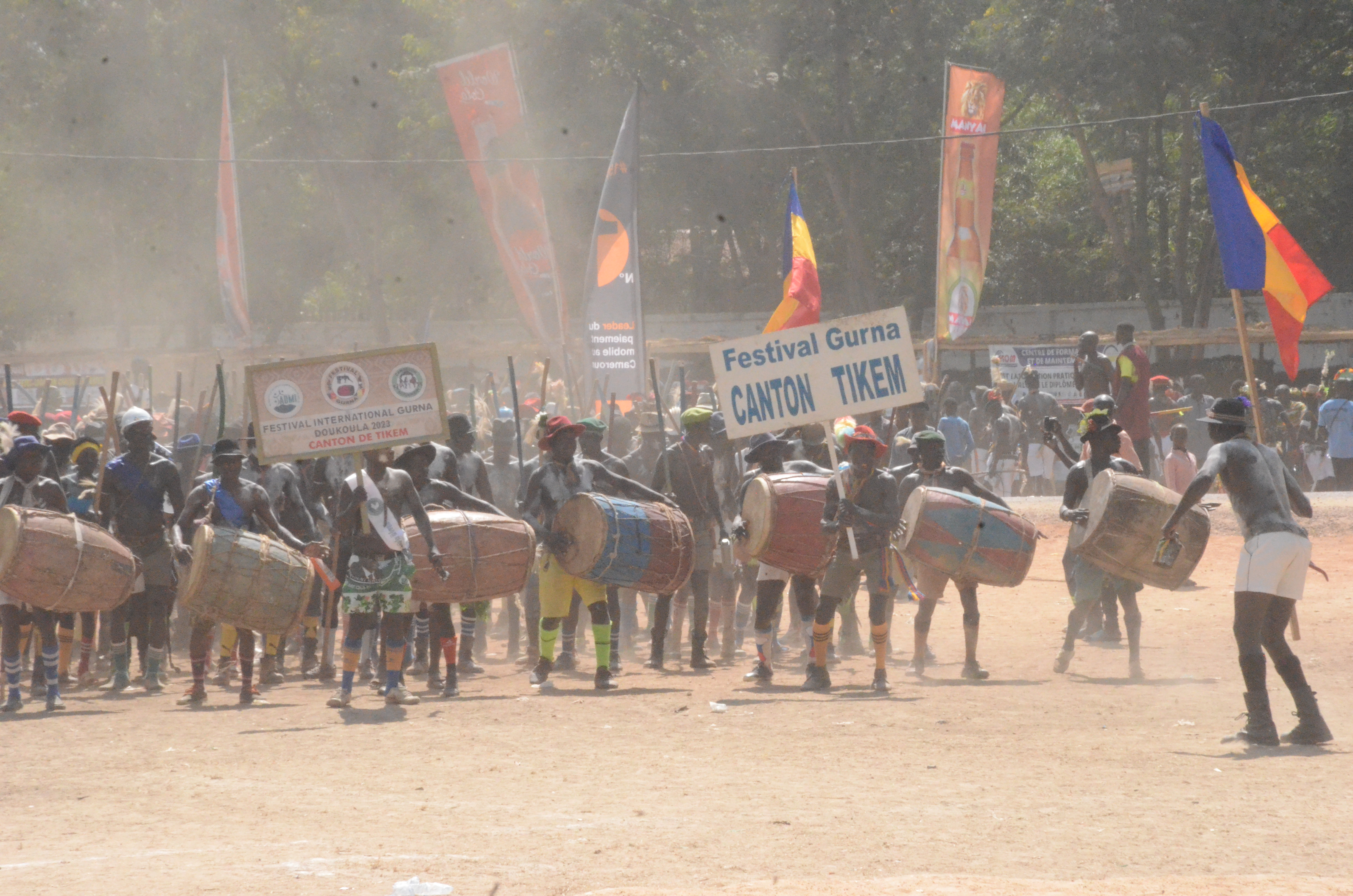
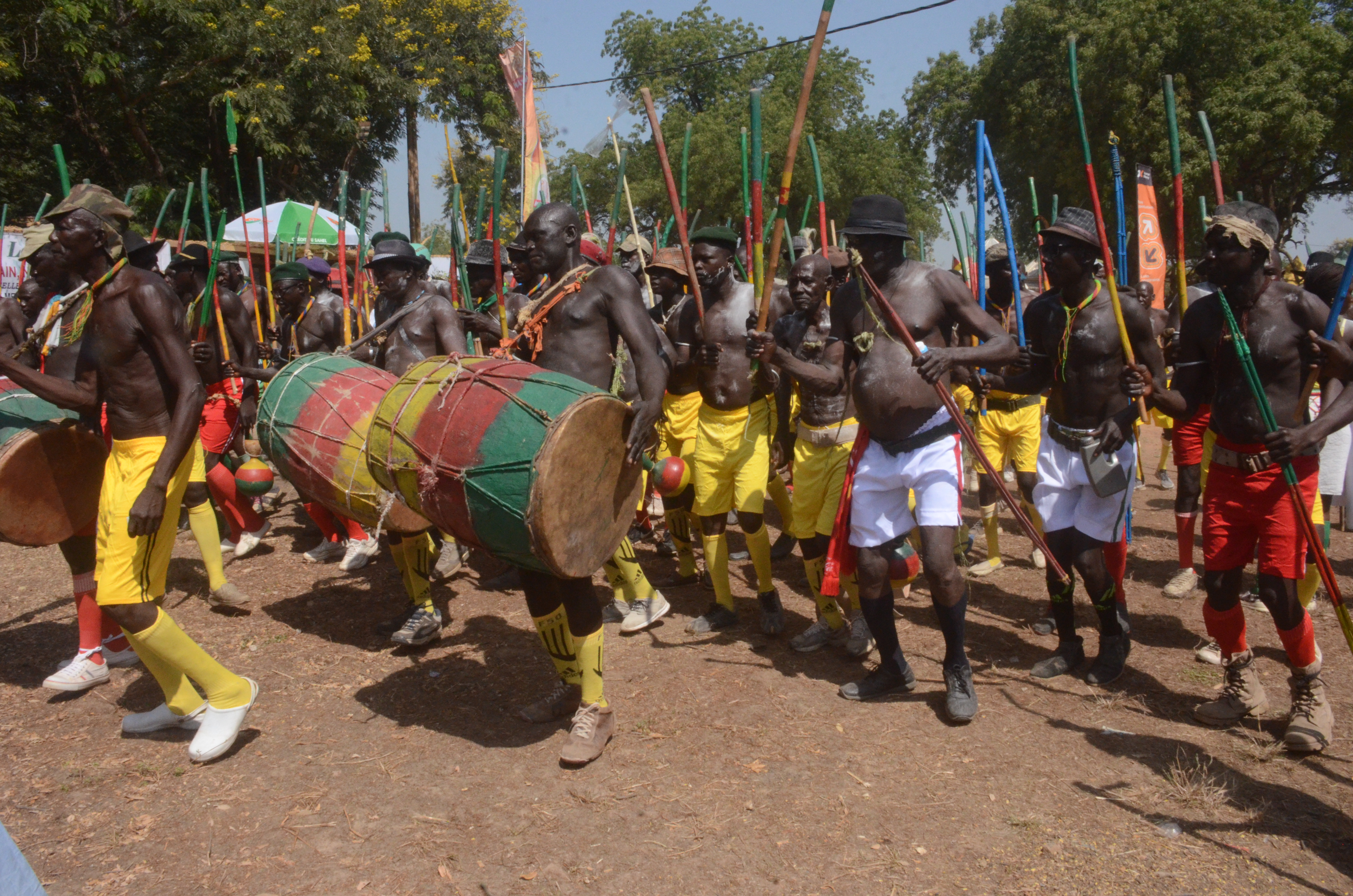
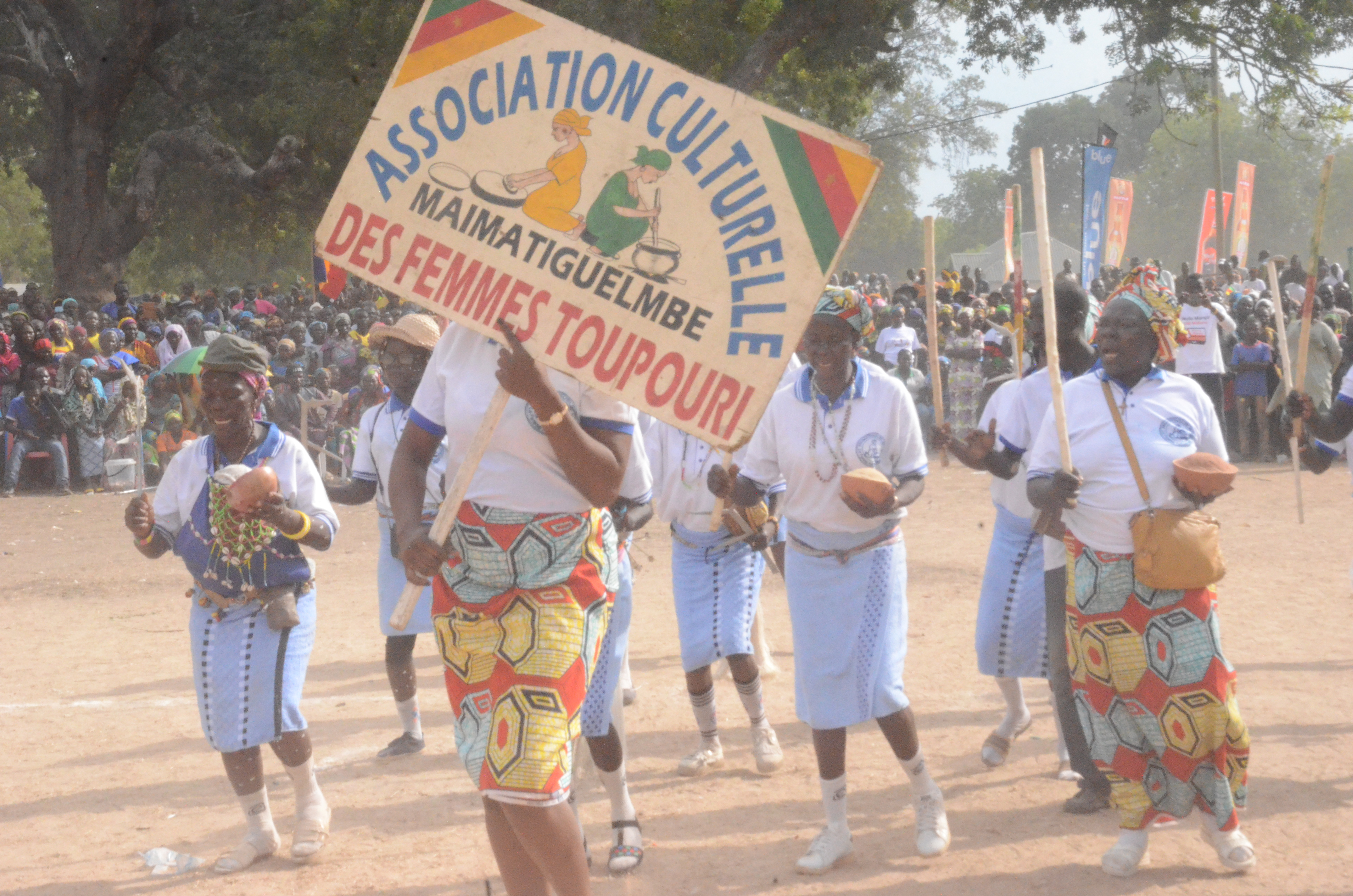
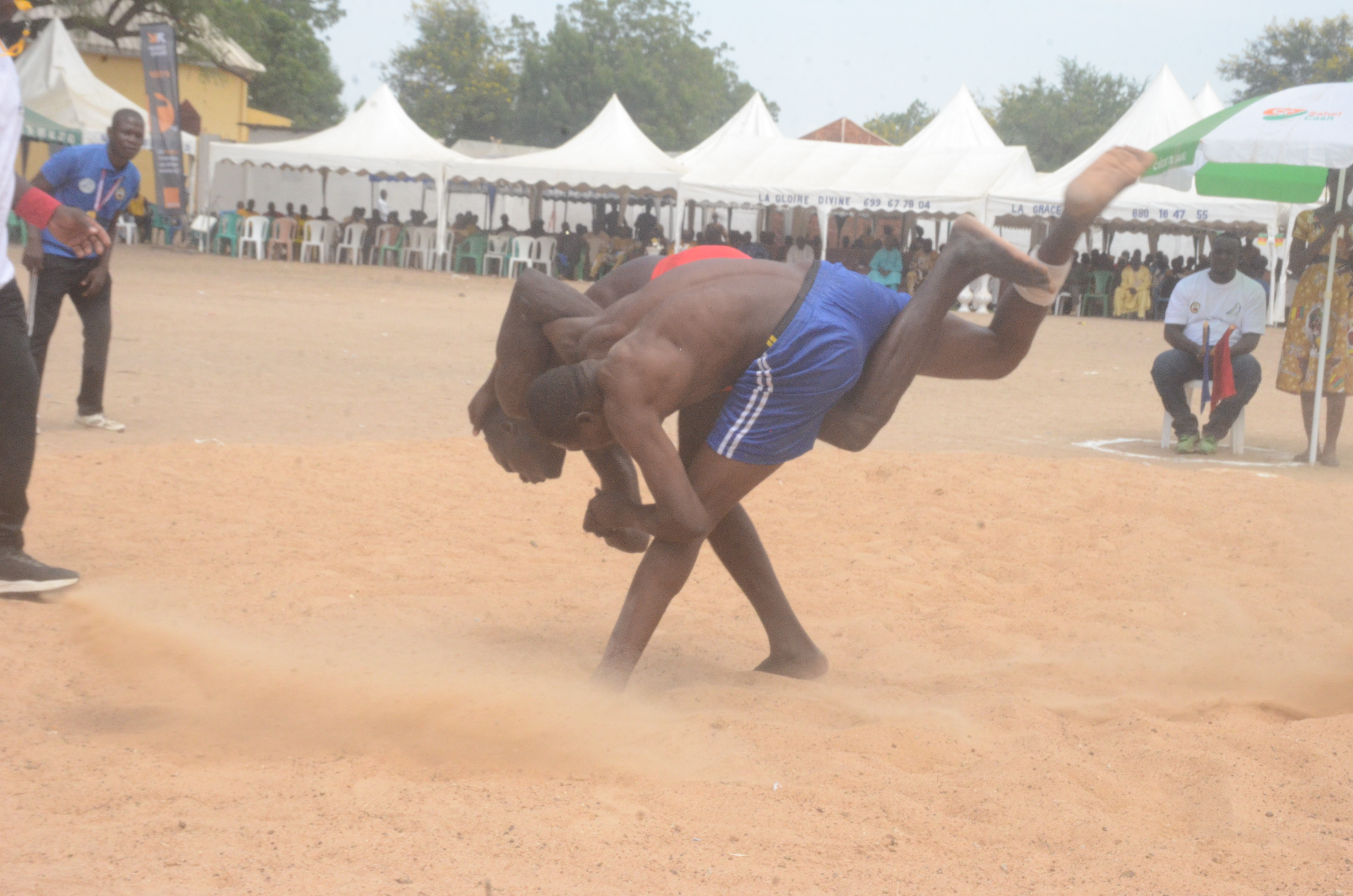
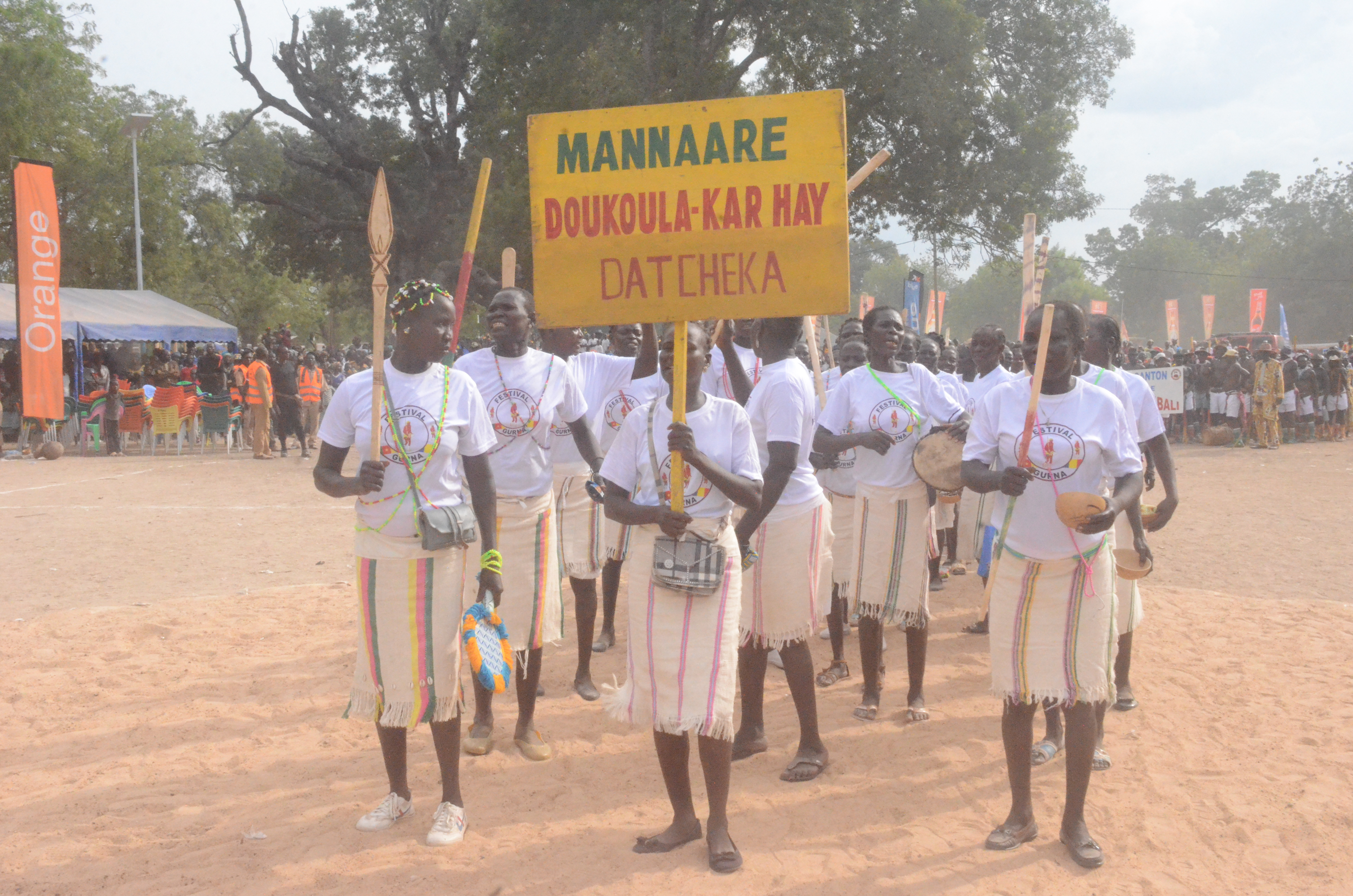

- Danse Gurna
- Festival International Gurna